# Voleibol de platja

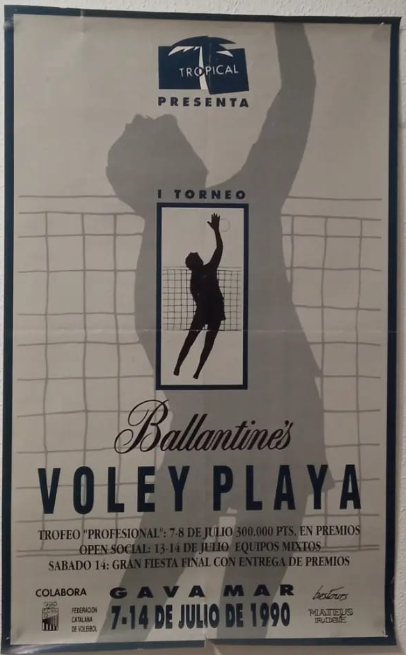
Poster del I Torneig Ballantine's de vòlei-platja a Gavà, l'any 1990.

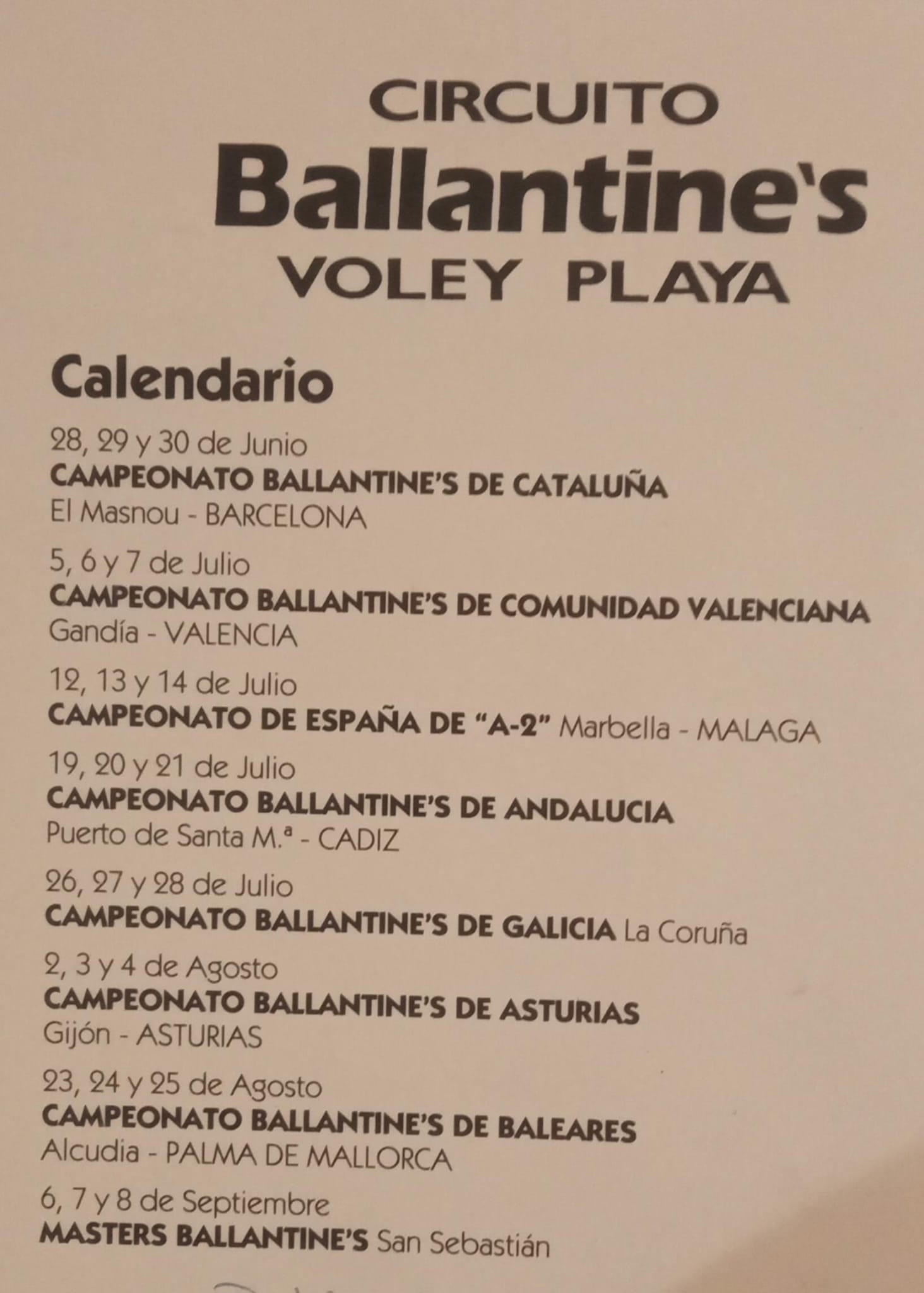
Calendari del primer ciricuit espanyol de vòlei platja, l'estiu de l'any 1991

El voleibol de platja o vòlei platja és una variant del voleibol que es juga en platges o superfícies de sorra. El reglament del vòlei platja és molt semblant al del voleibol en pista. A part del tipus de superfície la diferència més important és que els equips són de dos jugadors, en comptes de sis. També és habitual el vòlei platja amb equips de 3 o 4 persones, sobretot en competicions recreatives.
Es va començar a jugar a les platges de Santa Mònica, a Califòrnia, cap al 1920. Els anys 60 i 70 van començar a aparèixer competicions professionals. Va ser reconegut oficialment per la Federació Internacional de Voleibol el 1986 i és esport olímpic des del 1996, als jocs d'Atlanta. Actualment, hi ha un nombre important de competicions professionals de vòlei platja, tant en categoria masculina com femenina, sobretot als Estats Units i al Brasil.

## Història
Resulta impossible determinar en quin moment exacte es va jugar per primera vegada al voleibol en una platja. Les primeres referències se situen a l'Uruguai en 1914 i en Hawaii el 1915. Per la seva banda, hi ha referències als primers dobles jugats a les platges de Santa Mònica, Califòrnia, per Paul Johson l'any 1930 en inventar una variant del voleibol amb menys jugadors, ja que li calia esperar massa l'arribada de tots els jugadors necessaris per a un partit normatiu. Juntament amb tres companys van començar jugant en un quart de pista, ampliant-ho a la meitat i finalment jugant en una pista sencera.
L'enlairament d'aquest esport i les primeres competicions tenen lloc en els anys 70 a les platges de Santa Mònica, Califòrnia, (Estats Units). A Europa no va aparèixer fins a l'any 1927 en unes platges de França.
A Catalunya va començar a agafar força la dècada del 1990, a partir del I torneig Ballatine's de vòlei platja celebrat a Gavà el 7 i el 14 de juliol de 1990. El mateix estiu es va fer el I Torneig Internacional de Palma i l'estiu següent, del 28 al 39 de juny del 1991, El Masnou acolliria la primera prova de la història del circuit espanyol de vòlei platja.
El 2000 es convertí un esport oficial a les Olimpíades, tant per a homes com per a dones.
Un estudi publicat el 2013 sobre la cobertura mediàtica de les competicions de voleibol de platja durant les Olimpíades del 2008 trobà que s'emfatitzà més l'aspecte sexual de l'esport per damunt de l'atlètic.

## Característiques
El voleibol de platja és un esport col·lectiu; on la participació dels jugadors és alternativa. Els tres elements principals que interactuen són:
- Els companys: són 2 jugadors i tenen funcions diferents.
- Els adversaris: són els 2 jugadors de l'equip contrari.
- L'espai de joc: està separat per una xarxa i es juga en un camp de sorra.

Aquest esport va aconseguir captar en forma massiva l'atenció del públic i els mitjans a inicis de la dècada dels anys vuitanta, quan jugadors com Randy Stoklos i Sinjin Smith van contribuir a crear gran interès de les cadenes de televisió americanes i europees, acreixent en forma exponencial el nombre d'espectadors. Així, el voleibol de platja va créixer fins a esdevenir un esport seriós i professional.

El vòlei platja o voleibol a platja es va incorporar a la Federació Internacional de Voleibol (FIVB) el 1986, promovent un circuit de competicions alternatiu al de l'Associació de Voleibol Professional (AVP). Va ser esport de demostració en els Jocs Olímpics de Barcelona 1992 i es va disputar de manera oficial en els Jocs Olímpics d'estiu d'Atlanta 1996.

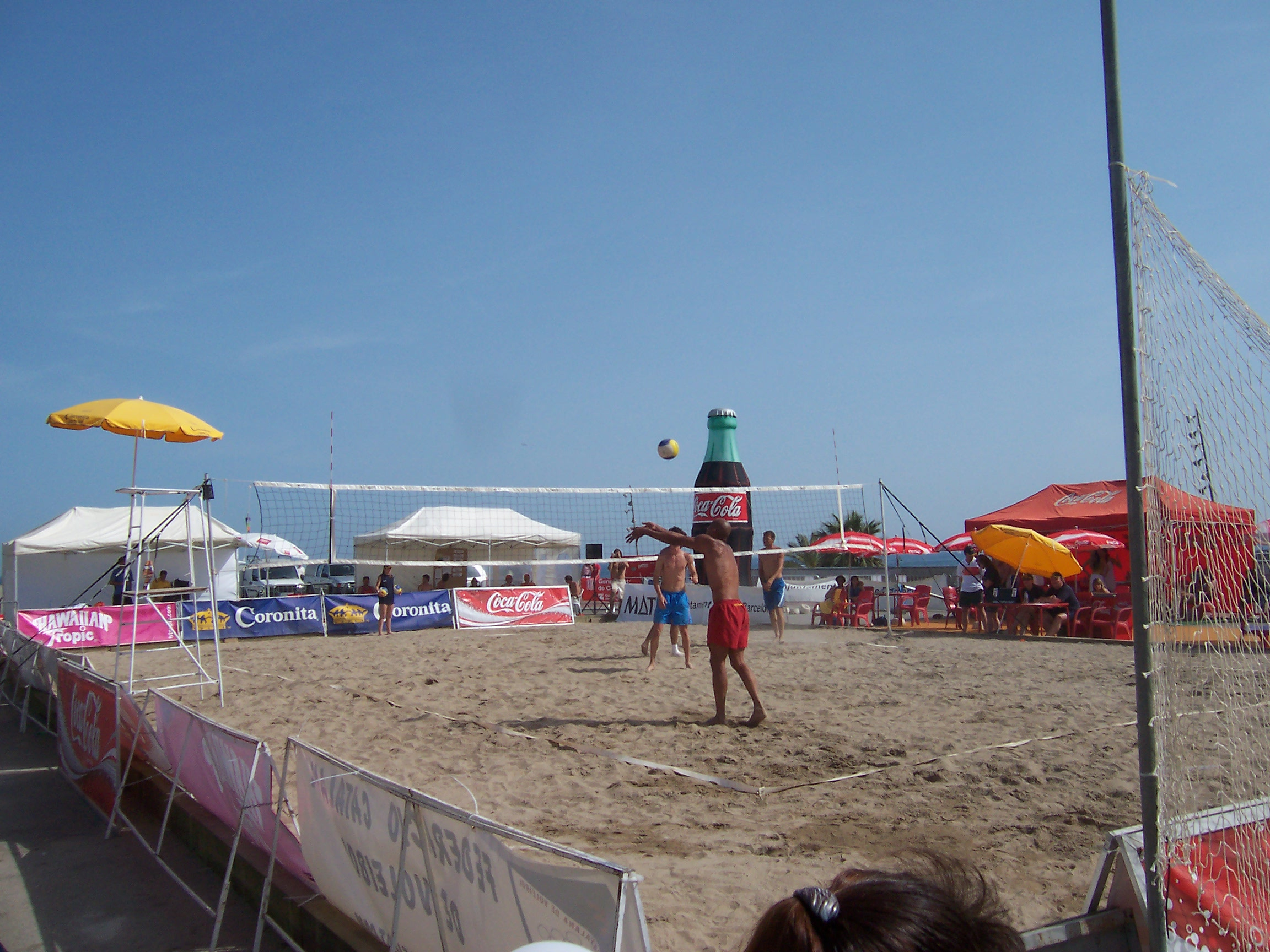
Vòlei platja al Port Olímpic de Barcelona (2005)

Avui, el voleibol de platja conta, en el si de la Federació Internacional 
de Voleibol, amb la xifra rècord de 211 federacions nacionals afiliades.
De Melbourne a Berlín, d'Osaka a Mar de la Plata, en estadis construïts en platges i en platges construïdes al centre de ciutats, el voleibol de platja atrau atletes de primer nivell ja masses de públic.

## Regles del joc
El vòlei platja es juga en l'essencial igual que el voleibol. Un jugador comença el joc traient la pilota cap al camp contrari. Cada equip pot colpejar la pilota tres vegades fins a tornar per sobre de la xarxa. No es pot subjectar la pilota quan es toca, ni tocar-lo dues vegades consecutives, encara que es pot colpejar amb qualsevol part del cos. El punt es perd si no es passa la pilota després del tercer toc, si toca el camp propi, si s'envia fora dels límits del terreny o si es toca la xarxa amb el cos.
Les diferències més importants amb el voleibol són:
- Es juga a l'aire lliure i sobre superfície de sorra, normalment, com el seu nom indica, en una platja.
- El camp és lleugerament més petit: 16 m x 8 m. No hi ha més línies que les quatre que delimiten el rectangle. Es realitzen col·locant cintes flexibles fixades a la sorra amb materials que evitin la lesió dels jugadors.
- La xarxa, a part de ser més curta, té les vores superior i inferior una mica més amples, en benefici de la publicitat. La fixació dels pals no pot presentar cap perill per als jugadors, i per això està prohibit l'ús de cables.
- Els jugadors no tenen posicions fixes sobre la sorra del terreny de joc. L'equip el formen exclusivament els dos jugadors i un d'ells actua de capità, encara que els dos jugadors poden demanar temps per a descans (temps mort).
- Per adequar l'entorn i la temperatura es juga descalç i amb indumentària adequada: vestit de bany.
- No hi ha canvis ni substitucions. En cas de lesió es pot disposar una única vegada en el partit d'un temps de 5 minuts de recuperació, comptats des del moment que el personal mèdic acreditat arribi a la pista.
- Els partits es disputen a tres sets, això és, guanya el primer que venç 02:00. Cada set es juga a 21 punts amb dos d'avantatge, i el set decisiu, en cas de ser necessari el tercer, a 15 punts amb dos d'avantatge. Cada 7 punts disputats (o 5 en el tercer set) es produeix un canvi de camp.
- El bloqueig es comptabilitza com un dels tres tocs de l'equip, podent igualment el mateix jugador que fa el bloqueig, fer un altre toc consecutiu.
- Existeix certa flexibilitat pel que fa a la retenció de la pilota. Quan dos jugadors adversaris subjecten la pilota sobre la xarxa no es considera pilota detinguda, i aquí sí, l'equip que el rep disposa d'altres tres tocs. També es permet en cas d'una acció defensiva davant una rematada forta, una lleugera retenció en el toc de dits amb les mans en alt, però no el toc de dits comú, ja que això seria una falta, sinó una recepció amb els palmells de la mà.
- És vàlid qualsevol cop d'atac sempre que es realitzi dins del camp, excepte la finta (tipping) que es considera falta.
- Cada equip pot demanar un temps de descans de 30 segons per set. En competicions mundials de la FIVB s'aplica un temps tècnic quan la suma dels punts de tots dos equips arriba a 21 punts, amb una durada també de 30 segons.
- En el voleibol pot haver-hi substitucions, en canvi en el voleibol de platja no n'hi ha perquè només són 2 jugadors per equip.